# Traquínids

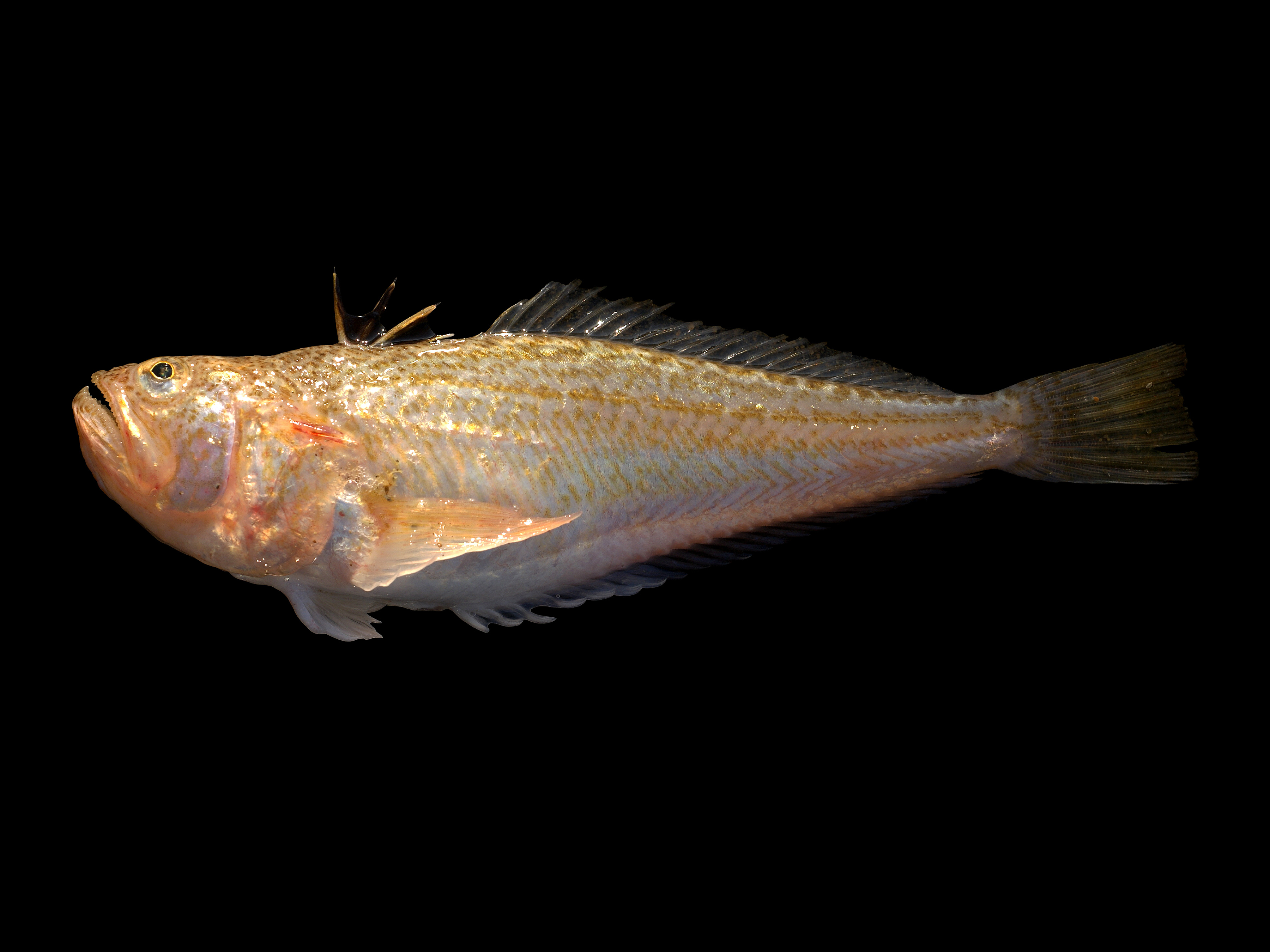
Echiichthys vipera capturat al sud de la Mar del Nord.

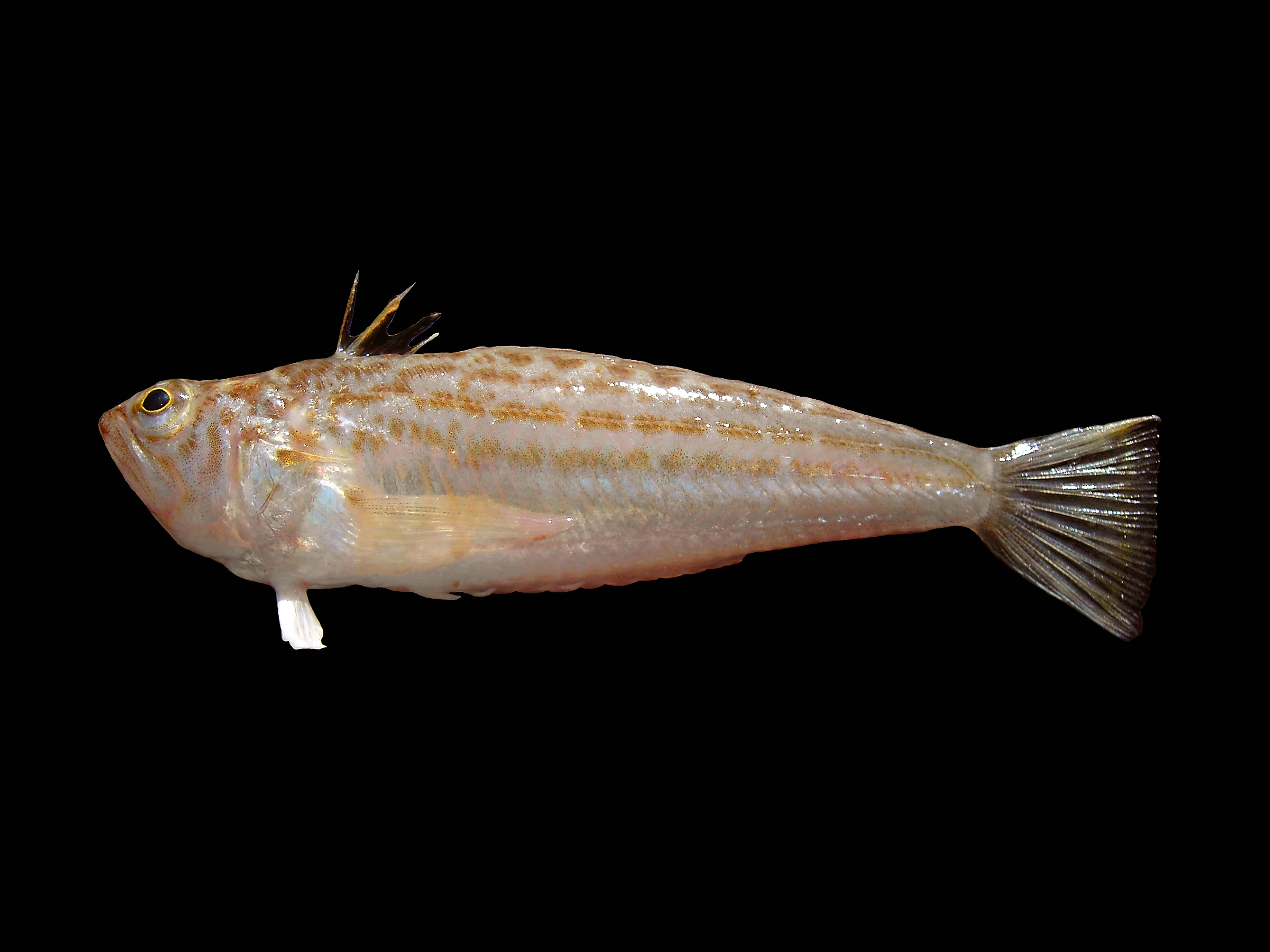
Echyichtes vipera capturat a Bèlgica.

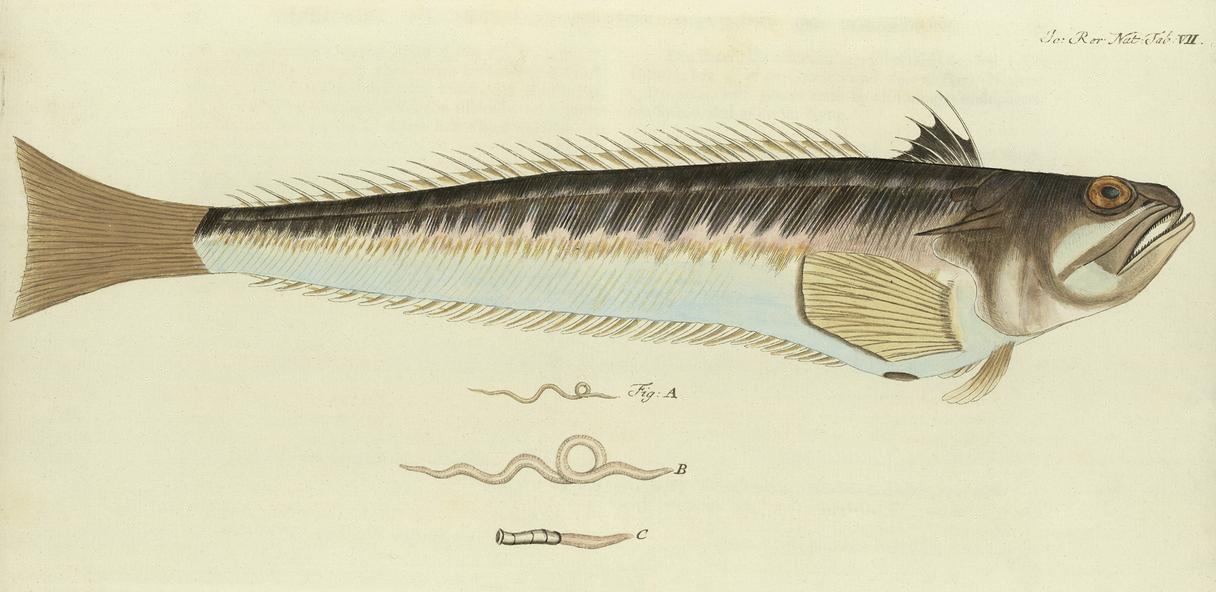
Il·lustració de Trachinus draco (Peder Ascanius, any 1767)

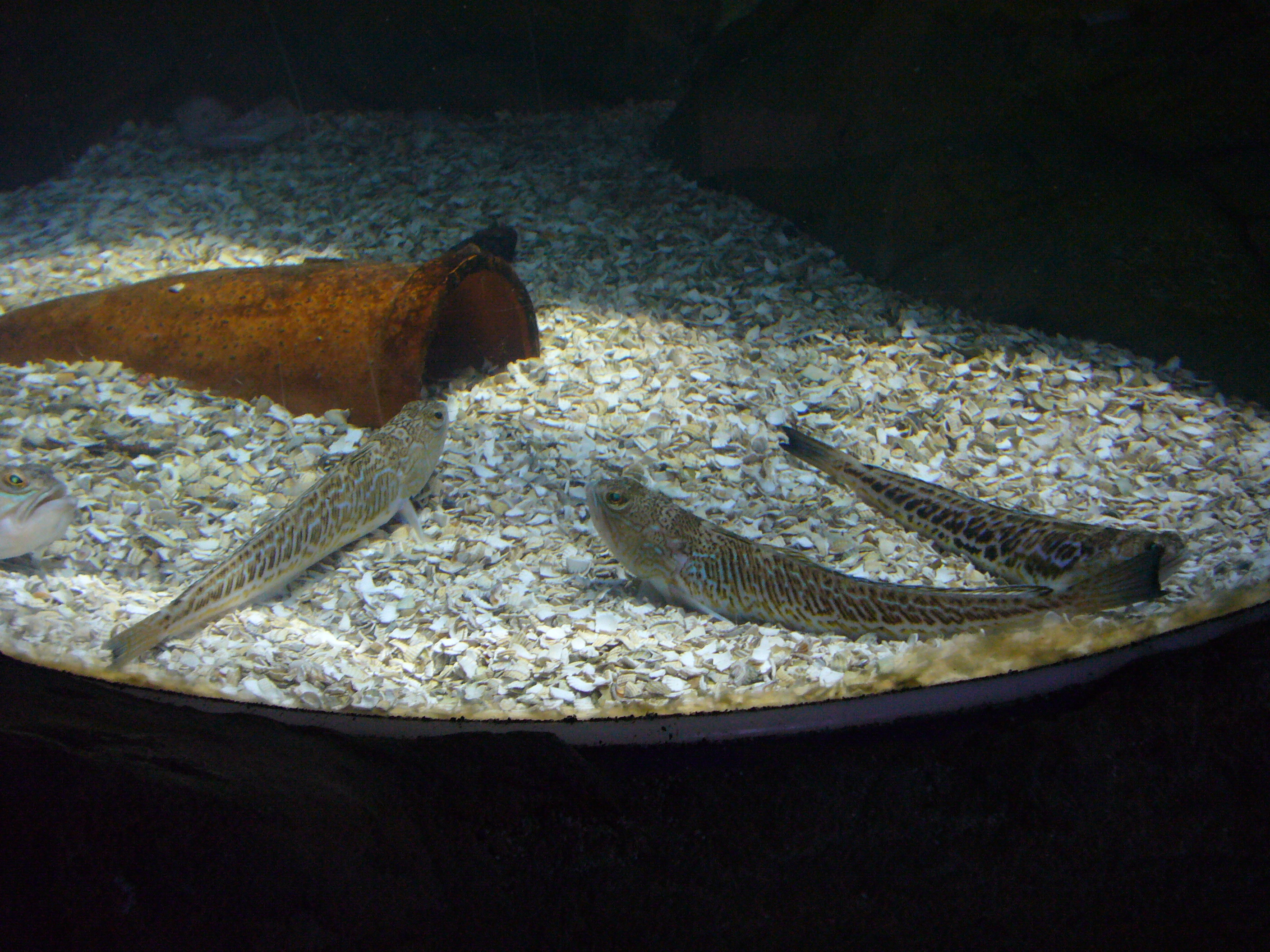
Exemplars de Trachinus draco

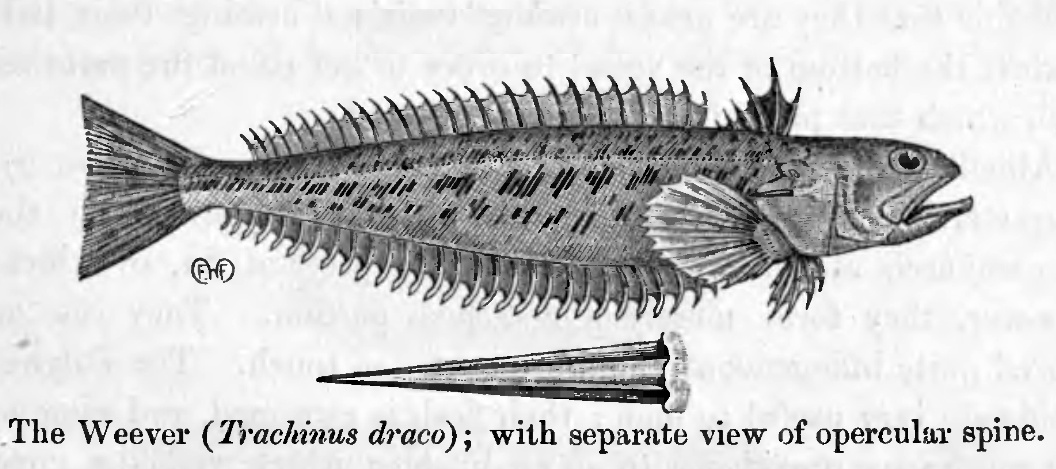
Il·lustració d'una aranya blanca (Trachinus draco) de l'any 1898

Els traquínids (Trachinidae) constitueixen una família de peixos teleostis dins de l'ordre dels perciformes.

## Morfologia
- Cos allargat i comprimit lateralment.
- Longitud màxima: 45 cm a l'espècie Trachinus araneus.
- Nombre de vèrtebres: entre 34 i 43.
- No tenen bufeta natatòria.
- La boca és grossa i quasi vertical en alguns casos.
- Els ulls es troben en la part superior del cap, molt propers entre si.
- A l'opercle hi ha una espina forta que és verinosa.
- La primera aleta dorsal, molt curta, també té espines verinoses que provoquen moltes reaccions.
- La segona dorsal és molt llarga.
- Les pectorals comencen per darrere de les ventrals.[2]

## Alimentació
Mengen peixets de tota classe.

## Hàbitat
Són bentònics i prefereixen els fons sorrencs, on s'enterren. Passen la major part del dia colgats a la sorra amb només el seu cap i la primera aleta dorsal exposats.

## Distribució geogràfica
Es troben a l'Atlàntic oriental, la mar Mediterrània i la mar Negra.

## Taxonomia
- Gènere Echiichthys (Bleeker, 1861)[5]
  - Aranyó (Echiichthys vipera) (Cuvier, 1829)[6]
- Gènere Trachinus (Linnaeus, 1758)[7]
  - Aranya fragata (Trachinus araneus) (Cuvier, 1829)[8]
  - Trachinus armatus (Bleeker, 1861)[9]
  - Trachinus collignoni (Roux, 1957)[10]
  - Trachinus cornutus (Guichenot, 1848)[11]
  - Aranya blanca (Trachinus draco) (Linnaeus, 1758)[12]
  - Trachinus lineolatus (Fischer, 1885)[13]
  - Trachinus pellegrini (Cadenat, 1937)[14]
  - Aranya de cap negre (Trachinus radiatus) (Cuvier, 1829)[6][15][16][17][18]